# Thurman (Nowy Jork)
Thurman – miasto w Stanach Zjednoczonych, w stanie Nowy Jork, w hrabstwie Warren.